# 館山市一家4人放火殺人事件
館山市一家4人放火殺人事件（たてやまし いっかよにん ほうかさつじんじけん）とは、2003年（平成15年）12月18日未明に千葉県館山市八幡で発生した現住建造物等放火・殺人事件。民家が放火されて全焼し住民の一家4人が死亡した。
加害者の男T（逮捕当時40歳・土木作業員）は本事件以前から市内で放火を繰り返しており、特に5年前の1998年（平成10年）2月11日には館山市内でキャバレーを全焼させる火災を起こして住み込みの従業員男性1人を死亡させていた。市内で繰り返された一連の連続放火事件では5人の人命が奪われ、数年にわたり市民を不安にさせたことから『千葉日報』の回顧記事では「地域社会に大きな衝撃を与えた事件だった」と報道された。
千葉県安房地域で4人以上の死亡者が出た火災は、1992年（平成4年）に鴨川市横渚で発生したパチンコ店火災以来である。

## 加害者・死刑囚T
1963年（昭和38年）10月3日生まれ。2019年（令和元年）10月1日時点で東京拘置所に死刑囚として収容されている。
事件当時は千葉県館山市船形1305番地4に在住・40歳の土木作業員で、母親・兄と3人で暮らしていた。近隣住民によれば「普段はおとなしいが酒癖が悪い」性格で、酒に酔うとトラブルが絶えず、事件4，5年ほど前からはそれまで参加していた青年会に出てこなくなっていたが、そのような集まりに参加しなくなってから船形地区で不審火が相次ぐようになっていた。また中学時代の同級生によれば特に目立つ存在ではなく、5年おきに開かれていた同窓会も常に欠席していたほか、消防団には所属していなかったが、一家4人焼死火災以前の1，2年に発生した不審火の際には現場に必ずといってよいほど姿を現していた。
館山市内で出生して地元の中学校を卒業後、1990年（平成2年）もしくは1991年（平成3年）ごろから館山市内でダンプカーを購入し個人で運搬業を営んでいたが、収入の多くを飲み代・パチンコなどに充てていたため個人で納付すべき税金などを滞納するようになった。また1993年（平成5年）に父親が癌で死去したが、その死に目に会えなかったことから大きなショックを受けた。
その後、仕事が減少したことでダンプカーを購入した際の借入金を返済することも困難となったため、1995年（平成7年）2月ごろには千葉県内の解体会社へ就職し、ダンプカーの運転・家屋解体などの作業に従事したが、収入・負債の現状を省みず飲酒・パチンコなどを控えなかったため税金などを滞納し続ける状態が続き、消費者金融から借金して税金などの支払いに充てていたが、次第に自己の経済状態などを思い悩むようになった。また1996年（平成8年）4月ごろには解体作業中に足を負傷したが、その際に会社側が労災申請しなかったことに加え、その後同社に専務として入社した社長の娘婿による仕事の進め方などに不満を抱いたが、内向的な性格も影響して社長・専務らに意見・文句などを言うことができず、勤務先への不満・鬱憤を強めつつも働き続けていた。その中で不満・鬱憤を紛らわすため飲酒・パチンコなどをしてもいずれも一時的なものにとどまっていたが、1997年（平成9年）ごろに駐車場へ停めていた自分の自動車のドアガラスを割られる被害に遭ったため、数日後に飲酒して帰宅する途中にその腹いせ・日ごろの鬱憤から他人の車両のタイヤをカッターナイフで突き刺したところ気分が晴れたため、カッターナイフで自動車のタイヤをパンクさせたり、ワイパーを壊すなどのいたずらをするようになり、以降も同様の憂さ晴らしをするようになった。さらにその数か月後には飲酒して帰宅する途中、カッターナイフがなかったためライターでごみ置き場のごみに点火したところ「誰かに見つかるのではないか？」と緊張感を覚えるとともに鬱憤を晴らすことができたため、以来も同様の憂さ晴らしをするようになった。
2000年（平成12年）3月には道路交通法違反（酒気帯び運転）の罪により罰金5万円の刑に処されており、逮捕時点で前科一犯だった。

## 連続放火の余罪

### 1998年・キャバレー放火事件
千葉県館山市北条2557番地17号（事件現場キャバレー「クリフサイド」所在地）
加害者Tは本事件から6年前の1998年（平成10年）2月11日未明に千葉県館山市北条のキャバレーを放火して全焼させ、住み込みで働いていた従業員男性（事件当時65歳）を焼死させる放火事件を起こした。
事件前日（1998年2月10日）夕方、Tは仕事を終えてパチンコなどをした後、自車で東日本旅客鉄道（JR東日本）内房線・館山駅西側に広がる歓楽街「渚銀座」へ出かけ、スナック3軒で飲酒した。翌11日4時30分ごろ、Tは3件目のスナックを出て自車を駐車してあった駐車場まで向かう途中で「渚銀座」の一角にあった事件現場キャバレー「クリフサイド」（当時、千葉県館山市北条2557番地17に所在）を見つけ、店舗建物・物置の間にあった通路の物置側壁に接する形で新聞紙の束が置かれていることに気付き、火を点けて憂さを晴らそうと考えた。Tは客としてそれ以前に数回「クリフサイド」へ行ったことはあったが、事件当日は同店では飲酒していなかった。
なお同店は出火直前の4時ごろに閉店し、店内に客はいなかったが、2階住居部分で住み込み従業員男性が就寝していた。焼死した従業員男性は「穏やかで腰の低い真面目な人」として知られており、経営者とは30年来の付き合いで、1983年（昭和58年）の開店時から住み込みで働いていた。出火前夜は店が繁盛していたことから閉店後に経営者とともに夜食を食べつつ「忙しくてよかった」とねぎらい合っていたが、2階居室に移って就寝した約1時間後に発生した火災で帰らぬ人となった。
Tは1998年2月11日4時40分ごろ、キャバレーの経営者が保有・居住していた店舗兼住宅（鉄骨一部木造2階建て、スレート及びアルミニウム板・鉄板葺き、総床面積約345平方メートル〈㎡〉）を「人が住んでいたり中にいたりはしない」と誤信した上で放火することを企て、店舗兼住宅とその南西側の物置（木造トタン葺き平屋建て・床面積約10㎡）との間に置かれていた新聞紙に持っていたライターで点火して放火し、その火を店舗兼住宅・物置に燃え移らせたことで店舗兼住宅の外壁など約109㎡を焼損させ、現に人が住居に使用せずかつ現に人がいなかった物置を全焼・焼損させた（非現住建造物等放火罪）。当時、犠牲となった従業員男性は飼い猫が出入りしやすいよう裏口から居室までの扉3つを開けていたため、火・煙が一気に回ることとなった。
同日4時50分ごろに近くを通りかかった人が同店付近が明るくなっていることに異変を感じて火災を発見し、119番通報を受けて出動した消防車12台（安房郡市消防本部）が消火活動に当たったが、消火後に焼け跡の2階住居部分ベッドでうつぶせに倒れた住み込み従業員男性の焼死体が発見された。周囲に火の気がなかったため千葉県館山警察署は「放火の可能性が強い」と推測して捜査し、関係者たちからの事情聴取で店に強い恨みを持つ者の存在などを調べたほか、消防とともに出火原因を調べたが、後にTが自供するまで約6年にわたり未解決事件となっており、近隣住民の間では「煙草の火の不始末が原因ではないか？」という噂も立っていた。
同事件直後、Tは再び「渚銀座」で飲酒した際に他の客の会話から「『クリフサイド』の放火事件により従業員が死亡した」と知って衝撃を受け、それ以降しばらくの間は「渚銀座」での飲酒を控えるとともに罪悪感に駆られて放火行為もやめた。しかしやがて同放火事件について自分に嫌疑がかけられている様子がなかったことに加え、放火事件で人を死亡させたことなどへの罪悪感も次第に薄らいでいた一方、自己の勤務先・経済状況に対する不満・悩みなどは解消されずかえって鬱憤が強まる一方だったため、しばらくすると「渚銀座」での飲酒を再開し、数か月後には憂さ晴らしのため再び以前と同様の放火を行うようになった。
Tは後にA宅などを放火して逮捕された際、「これまでに記憶に残っているだけでも計約20件の放火をした」と自供したが、その中には本事件（2003年12月の事件）および起訴された事件以外にも以下のような事件が含まれていた（いずれも立件はされていない）。
- 「クリフサイド」の向かいにあった特殊浴場への放火事件[14]
- A宅放火事件からちょうど5年前の1998年12月18日2時55分ごろ、館山市那古698番地の工場兼倉庫から出火してプレハブ2階建て工場兼倉庫約825㎡が全焼した火災[26]。この電球工場はTが以前勤務していた工場で[23]、火の気がない場所からの出火だったため館山署・消防は不審火として出火原因を調べていた[26]。

### 2003年9月・店舗放火事件
Tは1998年の事件後、飲酒運転により免許停止処分を受けダンプカーなどを運転できなくなったため、2000年（平成12年）2月ごろには勤務先を退職して以前アルバイトをしていた館山市内の土木業者で働き始めたが、依然として収入の多くを飲み代・パチンコなどに充てる生活を続けたため、消費者金融からの借入額が増大していった。一方で2002年（平成14年）夏ごろからは勤務先の業績が悪化したことで日当を減額された上、稼働日数も減ったことから収入が減少し、消費者金融への借金返済・税金などの滞納分支払いが滞りがちになり、以前にもまして頻繁に返済・支払いの督促を受けるようになった。さらに2002年10月ころには知人に依頼されて自己名義で消費者金融から借り入れた30万円をその知人に貸したが，知人がその金を全く自分に返済しようとしなかったことなどから腹を立てるとともにその返済についても思い悩むようになった。
館山市内では約10年前から不審火が断続的に発生していたが、中でもTが当時住んでいた館山市船形地区では1996年（平成8年） - 2003年（平成15年）11月末にかけて約8年間に計17件の不審火が発生していた。
- 2001年（平成13年）12月末にはT宅に近い船形地区の飲食店に対し「火を点けるぞ。船形を火の海にしてやる」など脅迫電話が掛かり、直後の2002年（平成14年）1月17日2時40分ごろに同店舗軒下の発泡スチロールが焼失する不審火が発生していた[29][30]。またこれに加え、2002年2月17日未明（3時5分 - 4時15分ごろ）には同じくT宅近くの店舗で網戸・物置などが焼失した3件連続の放火事件が発生していたが、いずれの事件でも約1週間前に狙う相手の苗字を挙げ「火を点けてやる」などといった犯行予告の電話が地元の消防団に寄せられ、予告通りに発生していた[29]。

特に2002年 - 2003年には民家の洗濯物が燃えるなど計11件の不審火が確認されており、2003年だけでも一連の事件前に住宅2棟が全焼する5件の不審火が起きていた。一連の火災は約1キロメートル圏内で集中して発生していた（いずれも立件はされていない）。
1. 2003年1月17日0時ごろ[注 8] - 木造一部2階建ての無人住宅約145㎡が全焼した[27]。
2. 2003年4月30日 - 物置が全焼[32]。
3. 2003年8月20日3時 - 5時ごろに3件の不審火が発生[27]。被害建物2軒は高齢者2人が住んでおり「初めて人が住む住宅が狙われた」事件となった[27]。
  - 1件目の被害建物で洗濯物が燃え、その近くにある2件目の木造2階建て住宅約99㎡（午前4時30分ごろ出火）が全焼したほか[33]、別の住宅では玄関付近のカーテンが燃えた[27]。
  - 館山署はこの火災翌日（2003年8月21日）以降、市などと連携して毎夜21 - 23時に合同パトロールをしたり、チラシを配ったりして[27]船形地区を重点的に警戒していたが、後の4人焼死事件はその警戒網の裏をかく形で発生した[32]。またTはこのパトロールに参加していなかったほか、不審火でTと似た人物が目撃されていたため「犯人ではないか？」という噂が立ち[19]、館山署からも事情聴取されていた[28][注 9]。
4. 2003年10月3日未明、船形漁業協同組合所有の木造平屋建てスレート葺倉庫（漁具などの倉庫）から出火して倉庫約130㎡のうち大半の65㎡が焼けた[35]。Tは同事件に関しても容疑を認めたが[36]、立件はされていない。

10月3日を最後に不審火は発生していなかったが、（8月20日の火災を除き）空き家・物置など人の住まない建物ばかり狙われていたため地域住民の間では「地元に詳しい者の犯行ではないか？」とささやかれていた。
Tは本事件から丸3か月前の2003年9月17日に「渚銀座」のスナックに放火して建物2棟を全焼させる現住建造物等放火事件を起こした。同日夜、Tは「渚銀座」のスナックに行ったところ、店内で前の勤務先の社長と偶然出会い、その連れの男性から「金がないのにこんな店に来るな」などと言われて立腹したが、何も言い返すことができなかった。その後、翌18日2時30分まで2軒のスナックで飲酒したTはその男性への怒りが収まらなかったことに加え、自己の経済状況などを思い返したことで鬱憤を募らせ「どこかに放火して怒り・鬱憤を晴らそう」と考え、「渚銀座」のスナック2軒の間の通路を奥へ進んだところ、その片方の建物側に接してタオルのようなもの（後に足拭きマットと判明）が置いてあったことに気づき、放火しようと考えた。火災現場となった建物2軒はいずれも「渚銀座」中心部に当たる「なぎさ本通り」沿いに位置する1階が店舗・2階が住宅となった建物で、1998年に放火被害に遭った「クリフサイド」からはわずか50メートルほどしか離れていなかった。1階部分にはスナック・小料理屋など計4店の飲食店が入居していたが、1店舗は事件当時既に廃業しており、残る3店舗も出火当時は同日の営業を終了していた。
Tは2003年9月18日2時30分ごろ、館山市北条の「渚銀座」でスナックとして利用されていた店舗兼住宅（木造トタン葺2階建て・延べ床面積合計約369.2㎡）に放火することを企て、その南西側勝手口付近に掛けられていた足拭きマットに持っていたライターで点火して放火し、その火を店舗兼住宅に燃え移らせることで全焼させたほか、隣接していた別の店舗兼住宅（木造トタン葺2階建て・延べ床面積合計約266.3㎡）にも燃え移らせて全焼させた（現住建造物等放火罪）。その直後の2時40分ごろ、通行人から119番通報を受けた消防は建物が密集していることなどから通報直後に第2出動を指令し、消防団を含めて計22台の消防車を動員して消火活動を行い、約2時間後に火を消し止めたが、Tが年に3，4回来店していた飲食店「サンチョパンザ」など木造2階建て店舗兼住宅2棟約600㎡が全焼した。この建物は被害に遭った建物の住居部分に計5人が住んでおり、出火当時は男性1人がいたが避難して無事だった。

## 一家4人焼死事件
千葉県館山市八幡822番地1・事件現場の住宅
- 上記の火災現場（一家4人が焼死）は館山駅から北約500メートル（m）[注 12]に位置する「館山市役所などがある市街地の西端で古い木造住宅が並ぶ」住宅街で[41]、北条海岸[39]（海水浴場）・ホテルなどの保養施設が立ち並ぶ地域だった[8][40]。
- この火災で男性Aとその妻である女性B（当時52歳・パート）・長男C（当時27歳・ゲームセンター従業員）・次男D（当時25歳・無職）の計4人が焼死した[42]。このほか三男E（当時23歳・コンビニエンスストア店員）も同居していたが出火当時は仕事のため外出中で[8]、Aの母親である女性F（事件当時80歳）は入院中だった[43]。

加害者Tは2003年12月17日夕方に仕事を終えパチンコなどをした後、同日22時ごろから自宅近く（5件の火災現場の北に位置）の居酒屋で飲酒した。その後、仕事で使用していた2トントラックを店近くに駐車したまま友人の車で館山駅方面へ向かい、「渚銀座」のスナック合計3店などで飲酒した。Tは当時現金180円ほどしか持っておらず、スナックなどではツケで飲食しており、翌18日2時45分ごろになって最後に飲酒したスナックを出たが、既に所持金がほとんどなかったことから自宅まで約2時間の道のりを徒歩で帰ろうとした。しかしその途中、Tは以前から思い詰めていた収入減・消費者金融からの度重なる支払督促などに加え、知人が自身からの借入金を返済しないことなどを思い返したことで鬱憤を強め、憂さ晴らしのため「火を点けるものがあったら放火しながら帰宅しよう」と考えた。また『千葉日報』では「Tは被害者A宅に放火する直前にも目の付いた住宅・マンションなど2軒へ放火していた」と報道されているが、その2件については燃え跡が残っていなかったため立件されていない。
Tは2003年12月18日3時15分ごろ、男性A（事件当時56歳・無職）一家が住んでいた千葉県館山市八幡822番地1の住宅（木造亜鉛メッキ鋼板葺2階建て・延べ床面積約80㎡）を見つけると「屋内でその居住者らが就寝しており、放火すれば住人らが死亡する可能性がある」と認識しながらあえて玄関付近の板壁に接着して置かれていた新聞紙の束に持っていたライター（平成16年押第47号の1）で点火し、その火を住宅に燃え移らせて全焼させたほか、隣接していたほか5人の居宅など6棟（延べ床面積合計約386㎡）にも燃え移らせて全焼させた（現住建造物等放火罪）。出火当時の館山市内は平均で風速4 - 6m、最大で10m超の強い西風が吹いていたため、火は強風にあおられて広範囲に燃え広がり、A宅を含めた木造平屋・2階建て住宅計5棟に加え、千葉県宅地建物取引業協会南総支部の事務所1棟を含めた計6棟の民家467㎡が全焼し、当時A宅内で就寝していた男性Aら親子計4人が焼死した（殺人罪）。いずれの家も原形を留めないほどに焼け落ちたが、中でも最も焼け方が激しかったA宅は柱まで焼け落ちて瓦礫のように変わり果て、焼け跡から発見された遺品は焼け落ちた硬貨数枚のみだった。
- 死亡した被害者4人は普段2階で就寝していたが、安房郡市消防本部によれば1階居間付近で1人、風呂場付近で1人、さらに土間で2人の遺体が発見された[43]。被害者4人の遺体は猛火により骨まで炭化し、身体の一部も欠損した変わり果てた姿で発見された[3]。
- また現場検証中の12月19日11時20分ごろにはA宅の焼け跡付近で火の手が上がったが、これは崩落して折り重なった屋根・天井などを除去する作業中に熱を含んだ部分（何らかの不燃物に阻まれ水が掛かっていなかった箇所）が急に空気に触れたことで発火したためだった[52]。

火災直後に千葉県警が現場検証したところ、燃え方が激しかったことから火元はすぐにA宅と断定された。他の5棟は空き家となっていた1棟以外の計4棟に計5人が住んでいたが、いずれも怪我人は出なかった。
その直後、Tは以下3件の放火事件を起こした。
1. 同日3時25分ごろ[3]、館山市八幡の「海幸苑たてやま夕日海岸ホテル」大浴場循環室（ブロック積み平屋建て）に侵入し[53]、室内に設置された循環機（ホテル経営会社所有）の配管上に置かれていたタオルに前述のライターで点火して放火し、火を配管を被覆していた保温チューブに燃え移らせて炭化・損壊させた（器物損壊罪・被害額24,000円相当）[3]。
2. 同日午前3時45分ごろ[3]、館山市正木4304番地9号にあったスーパーマーケット「ニコニコ小売市場 館山北店」[54][注 15]（鉄骨造亜鉛メッキ鋼板葺平屋建て，延べ床面積約2940.5㎡）で同店北西側出入口付近に積まれていた段ボール箱に入っていた正月用しめ飾りに上記ライターで点火して放火し、火を同店建物の外壁などに燃え移らせたことで同店建物の外壁等約30㎡を焼損した（非現住建造物等放火罪）[3]。
  - なおこのTは放火直前に被害者A宅の火災を消火するべく出動した消防車を目撃していたが[20]、犯行を思い留まることはなかった[25]。
3. 同日4時5分ごろ、館山市内の民家（木造瓦・アルミニウム板葺2階建て、延べ床面積約98.37㎡）に放火することを企て、1階台所南側勝手口付近の外壁に接着して置かれていたゴミ袋などに前述のライターで点火して放火し、火を同居宅に燃え移らせようとしたが自然鎮火したため、勝手口の外壁等を燻焼したに留まり放火の目的を遂げなかった（現住建造物等放火未遂罪）[3]。
4. 同日4時10分ごろ[3][53]、館山市那古1514番地5の民家へ侵入し[54]、放火しようと企てた上で民家に隣接する車庫兼倉庫内に置かれていた発泡スチロール箱に前述のライターで点火して放火し、その火を外壁・屋根などに燃え移らせたことで住居として使用されていた建物（木造アルミニウム板葺平屋建て・車庫兼倉庫を含め床面積合計約121.87㎡）の外壁など約2㎡を焼損した（現住建造物等放火罪）[3]。この家は偶然通りかかった消防署員が火災を発見して早期に消火したため結果的には小火で済んだが、仮にその偶然がなければ風に煽られて家が全焼し、当時86歳の住人（足が悪く、出火当時は就寝中だった）の生命が奪われていた可能性があった[21]。
5. またTは一連の放火事件後、「最後に館山市正木付近の民家でも火を点けた」と供述した[58]（立件はされていない）。

後に館山署内に設置された捜査本部が死亡した被害者4人の遺体のうち、2003年12月19日に男性2人、12月22日に男女2人の遺体をそれぞれ司法解剖したが、いずれも死因は焼死と断定されたものの、損傷が激しいため身元はすぐには確認できなかった。そのため千葉県警はDNA型鑑定を行う方針を決めたほか、22日の司法解剖結果や生存した三男Eの証言を頼りに身元確認を行い、被害者4人の胃の内容物が事件前夜（12月17日）の夕食の内容と一致したことに加え、入れ歯・ネックレスなど身に着けていたものの特徴も一致したため、12月23日に被害者4人の身元を在宅中だったA・B・C・Dと特定した。
26日・27日には館山斎場（館山市北条）で一家の通夜・葬儀が営まれた。

## 捜査
一連の火災はいずれも出火時間が近く現場に火の気がなかったため、千葉県警は12月18日15時に捜査一課・館山署が合同で館山署内に50人体制の特別捜査班（特捜班、班長：館山署長・中嶋靖弘）を設置し、事件直後から連続放火事件として捜査した。特捜班は「放火の有無確認」「遺体の解剖・身元確認」「現場周辺の聞き込み」などの捜査方針を定めて捜査に当たり、計5件の火災現場が南北約2km程度のエリアで集中して発生していたため「犯人は地元の地理に詳しい人物」との見方を強めてはいたが、不審者などの目撃情報は得られず、事件直後は近隣住民たちの間で「A宅の失火ではないか？」と心ない噂が立った。
また同日に放火事件が相次いだ八幡地区と以前から放火事件が多発していた船形地区は離れた場所にあったが、出火時間帯が夜間であるなど共通点が多かったため、館山署はそれら船形地区の不審火との関連も視野に入れて捜査していた。そのような状況下、加害者の男T（事件当時40歳）は12月18日6時ごろに館山市船形付近の市道でトラックを飲酒運転していたが、左右にふらつきながら走るなど飲酒運転を行うドライバーに特徴的な挙動だったため、船形地区を警戒していた館山警察署員により発見された。署員がアルコール検査を実施したところ、呼気から酒気帯び相当量のアルコールが検出されたため、署員は道路交通法違反（酒気帯び運転）容疑で被疑者Tを現行犯逮捕したが、Tのセーター・ズボンに燃えた跡とみられる穴が開いているなど不審な点がみられたほか、Tの体からも「火災現場特有の焦げ臭いにおい」が漂っていたため「放火していないか？」と確認したところ、Tは「ダンボールなどに放火した」と供述したほか、（犯行に使用したとみられる）100円ライターを所持していた。現行犯逮捕現場は一家4人焼死火災現場から北に約2kmあまり離れたT宅近くの路上で、同現場に沿う市道と同じ市道だったほか、直後に発生した不審火4件の現場にも近かった。
館山署員が署内でTを追及したところ、Tは「ストレスがありイライラしていた。帰宅途中に所持していた使い捨てライターで放火した」と供述し、同日に発生した5件の不審火（一家4人焼死火災・スーパーマーケット放火事件など）への関与を認めたため、千葉県警捜査一課・館山署はスーパーマーケットへ放火した非現住建造物等放火容疑で同日夜に被疑者Tを逮捕した。その上で県警は館山署に設置されていた特別捜査班を捜査本部に移行して捜査体制を強化することを決め、2003年12月19日0時に捜査本部を設置した。
Tは放火の動機・経緯を「給料が少なく、金がなくてイライラしていた」「18日以前から館山市内で放火を繰り返していた」と供述し、捜査本部は取り調べの結果「Tは『渚銀座』のスナックで飲酒後、1人でトラックのある居酒屋まで約2.5kmの道のりを歩きながら途中の路地に入るなどして5か所で相次いで放火した」と推測した。その後、Tは取り調べで「18日はスナックの帰り道を歩きながら8軒の民家などにライターで火を点けた」と供述したが、この時点で捜査本部が把握していた放火事件は18日に通報のあった5軒だけだったため、捜査本部は被害の申告がなかった残り3件の裏付けを進めた。
捜査本部が12月18日 - 20日の3日間にわたり現場検証を行った結果、20日には6棟が全焼した火災の出火元が「A宅の1階南側出入口付近」と推定された。焼け跡の灰などを調べた結果、その出入口付近が最も燃え方が激しかった一方で付近には火の気がなく、油分なども検出されなかったため、「近くにあった何らかの燃えやすいものに放火された」とほぼ断定される格好となった。館山署は同日に被疑者Tを千葉地方検察庁へ送致し、千葉地方裁判所が被疑者Tを勾留質問することとなったが、捜査本部は既に自供された放火事件の調べとは別にTが在住していた船形地区でそれぞれ発生した2001年末の脅迫電話・2002年1月 - 2月の不審火についてもTの関与を疑い、改めて追及した。
その後の取り調べで被疑者Tは「被害者A宅は空き家ではないことを知りつつ、玄関に置いてあった発泡スチロールに火を点けた」と供述したほか、「強い西風で火が燃え広がり、住人が逃げ遅れて死ぬかもしれないと思った」と供述したため、捜査本部は「加害者Tと被害者A一家との間には面識がなく、明確な殺意は認められないが、事件当日に強風の中で『人が住んでいる』と知っていて木造住宅密集地に放火しているため、放火によって死者が出ることは予測できた（＝未必の故意）」として「殺人容疑で立件することも可能」と結論付けた。
翌2004年（平成16年）1月8日に千葉地方検察庁は（最初の逮捕容疑である）スーパーへの非現住建造物等放火罪で被疑者Tを千葉地方裁判所に起訴したほか、館山署捜査本部は同日に「被害者A宅の南側玄関付近にあった発泡スチロール・新聞紙の束などにライターで放火して一家4人を焼死させた」として殺人・現住建造物等放火容疑で被疑者Tを再逮捕した。
- 被疑者Tはこの時点で被害者A宅を含めて館山市内で計8件の放火をした容疑がかかっており、うち（A宅・スーパーなどへの放火）計7件については認めたが、住宅外壁などが燃えた残る1件については「記憶にない」と供述した[70]。その上で「『渚銀座』のスナックで飲酒後、店を出た時点で『火を点けたい』と思い、自宅へ徒歩で帰宅しながら無差別に放火した。火を点けることで胸がすっとした」[9]「火が点いたことを確認したらすぐに現場を立ち去ったため、同じ現場には戻らなかった」と供述した一方[70]、被害者4人が死亡したことについては「申し訳ないことをした。深く反省している」と供述した[9]。
- また被疑者Tは「10年ほど前から放火を始めた」と供述したため、捜査本部は1998年2月の「クリフサイド」火災をはじめ市内で発生した過去の火災についても改めて調べを進め[9]、不審火の全容解明のため本格的捜査を開始した[20]。

捜査本部は2004年1月10日に「被害者A宅を放火して一家4人を死亡させた殺人・現住建造物等放火容疑」で被疑者・被告人Tを千葉地検へ送検したほか、2004年1月26日には本事件当日に起こした以下の放火余罪4件について「『Tの犯行』と裏付けが取れた」と判断し、現住建造物放火などの容疑でもTを千葉地検へ追送検した。
- 「海幸苑たてやま夕日海岸ホテル」の大浴場循環室内にあった保温チューブなどを焼損させた器物損壊事件[73]
- 館山市那古の民家で発泡スチロールなどに放火した現住建造物等放火事件[53]
- 館山市那古の民家[73]（上記とは別）への現住建造物等放火未遂事件[53]
- 館山市内の塗装会社事務所敷地内に放火目的で侵入した住居侵入事件[53]

なお被疑者Tは本事件当日にそれまで立件された6件以外に「ほか2件の放火をした」と自供していたが、捜査本部は「焼けた跡がないなど、裏付けが取れない」として立件を見送り、一家4人焼死火災当日の捜査を終了した。
千葉地検は2004年1月29日に被疑者・被告人TをA一家4人に対する殺人・現住建造物等放火の罪で千葉地裁へ追起訴し、2004年2月12日には新たに3件の放火（2004年1月26日の追送検分）について現住建造物等放火などの容疑で追起訴したが、塗装会社事務所敷地に侵入した建造物侵入容疑については嫌疑不十分で不起訴処分とした。
捜査本部は2004年2月19日に「被疑者Tが1998年2月11日に館山市北条のキャバレー『クリフサイド』へ放火して建物の大半と隣接する物置を焼失させ、2階住居部分で就寝していた男性を焼死させた火災に関与した」と断定して被疑者・被告人Tを現住建造物等放火容疑で再逮捕した。被疑者Tは同事件でキャバレーを放火した点は認めたが「建物の中に人がいるとは知らなかった」などと供述したため、捜査本部は「2階に従業員男性がいたことは予測できなかった」として殺人容疑での立件は断念した。このほか捜査本部は「1998年12月の電球工場火災」「2003年9月のスナックなどの火災」など余罪についても被疑者Tを追及し裏付け捜査を進めた。
2004年3月10日に捜査本部は「2003年9月のスナック放火事件」でも現住建造物等放火容疑で被疑者・被告人Tを再逮捕したほか、千葉地検も1998年2月のキャバレー放火事件に関して被疑者Tを非現住建造物等放火罪で千葉地裁へ追起訴した。同事件でTは現住建造物等放火容疑で逮捕されていたが、千葉地検は「被疑者Tは犯行当時『2階に人が住んでいるとは思わなかった』と供述しており、その主張を覆す証拠もない」として罪名を切り替えた。
2003年9月の現住建造物等放火事件について千葉地検は2004年3月31日付で被疑者・被告人Tを千葉地裁へ追起訴した。一連の放火事件をめぐる起訴はこれで7件目で、地検はこれをもって捜査を終結した。

## 刑事裁判
公判は2004年4月（第一審初公判） - 2010年9月（上告審判決）まで計19回にわたって開かれた。

### 第一審・千葉地裁
千葉地方裁判所（土屋靖之裁判長）で開かれた公判では千葉地検が「未必の故意」による殺人罪の成立を主張した一方、被告人Tとその弁護人は放火の事実こそ認めたが殺意は否認したため、殺人罪についての「未必の故意」の有無が争点となった。
2004年4月22日に初公判が開かれ、同日は起訴状朗読・起訴事件7件中6件の罪状認否が行われた。同日までに計7件の事件で起訴されていた被告人Tは罪状認否で一家4人が焼死した本事件を含め6件について放火の起訴事実を認めたが、本事件については「人が住んでいることを認識しており、強い西風が吹いていたから『住人が逃げ遅れて死ぬかもしれない』と思っていた」などという捜査段階の供述から一転し、「ごみ・新聞紙などを燃やそうと思ったが率先して家を燃やそうとしたわけではない。『人が寝ているかな？』とは思ったが殺意はなく、死なせるつもりもなかった」と述べ、殺人罪について否認した。また、最後に起訴された2003年9月の現住建造物等放火事件については「起訴後間もないため認否は留保する」と述べ、同事件の罪状認否および起訴事実の詳細に言及する検察官の冒頭陳述は次回公判（2004年6月15日以降）へ持ち越される格好となった。弁護人も被告人Tと同じく「住人が就寝していた可能性は認識していたが未必の故意はなかった」と主張し、千葉地検と対立する姿勢を明らかにした。同日の公判を傍聴していた被害者遺族は捜査段階から一転して被告人Tが殺人罪を否認したことに対し「1998年2月の『クリフサイド』放火事件で1人を死亡させているのだから再び放火を行えば死者が出ることは予見できたはずだ。それにも拘らず被告人Tは強風下で再び放火を行っており、今なお殺人罪を否認しているから反省の色がない」と怒りを露わにした。
2004年6月15日に第2回公判が開かれ、検察官・弁護人の双方が冒頭陳述を行った。検察官は「被告人Tは『クリフサイド』放火事件で1人が死亡したことを知っており、2003年の事件でも住人が就寝していることを認識していた。仮に放火すれば住人が死亡する危険性があったことは身をもってわかっていながら『死んでも構わない』と思いながら放火した」と指摘して「未必の故意」による殺人罪の成立を主張した。被告人Tは起訴事実7件すべての事件について放火の事実を認めたが、弁護人は冒頭陳述で「被告人Tはごみなどに火を点けて燃やすことで快感を覚えていたが、その関心はあくまで火がライターから物へ燃え移ることで、その後の結果には無関心だった。『クリフサイド』火災でも火がゴミに燃え移る光景が見たかっただけで、一家4人が焼死した本事件でも新聞紙・紙くずなどに点けた火が建物へ燃え広がる可能性は認識していたが『（住人が）死んでも構わない』などとは考えておらず、殺意はなかった」と主張して殺人罪成立を否認した。
2004年12月14日に論告求刑公判が開かれて結審し、千葉地検の検察官は被告人Tに死刑を求刑した。その主張要旨は以下の通り。
- 「被告人Tは家人の存在を認識しており『家屋に火が燃え移って家人が死亡しても構わない』と思いながら放火した。未必の故意を認めた捜査段階の供述は合理的で信用できる」[5]
- 「灼熱地獄の中で死亡した被害者の苦痛は想像を絶し遺族の処罰感情も峻烈だ。被告人Tの反社会性は顕著で更生の余地はない」[5]
- 「殺意は確定的ではなかったが、犯行の悪質性では確定的な殺意に基づく犯行と遜色なく、自己の満足・快感のため繰り返し放火したことは身勝手で酌量の余地はない」[94]

一方で弁護人は同日の最終弁論で「被告人Tは新聞紙などに点火することだけを考えて放火しており、建物を全焼させたり人を死なせることまで考えてはおらず殺人罪は成立しない。放火はストレスに由来するもので更生は可能だ」と反論して死刑回避を求めた。また被告人Tは最終意見陳述で「被害者・遺族に大変申し訳ないと感じる。一生をかけて罪を償いたい」と発言したが、公判を傍聴した被害者遺族は「今までの公判では被告人Tから反省の態度は感じられない。本当に罪を償う心を持っているなら犯行前に気付くはずだ」「謝罪の言葉はまったく心に響かない。死刑以外に考えられない」と被告人Tの態度・発言を非難した。
2005年（平成17年）2月21日に判決公判が開かれ、千葉地裁（土屋靖之裁判長）は千葉地検の求刑通り被告人Tに死刑判決を言い渡した。千葉地裁は判決理由で「建物の外観・犯行時刻から『住民が寝ており火災で死亡するかもしれない』と認識しながらあえて放火した」と事実認定し、「被告人Tの『人が死ぬとは思わなかった』という公判における供述は不自然・不合理で、初公判における『人が寝ているかなと思った』という供述以外は信用できない。未必の故意は優に認めることができる」と殺意を認めた。その上で「勤務先・経済的苦境への不満・鬱憤を晴らすため深夜の市街地で無差別の連続放火に及び、まったく落ち度のない尊い人命を奪った。危険かつ凶悪な犯行で矯正は非常に困難であり、再犯の恐れも否定できず極刑はやむを得ない」と量刑理由を説明した。
被告人Tの弁護人は「結果の重大性から逆算して未必の故意を認識してしまった判決で、放火と殺人の線引きが明らかにされていない」と主張し、判決を不服として同日中に東京高等裁判所へ控訴した。

### 控訴審・東京高裁
東京高等裁判所で開かれた控訴審において被告人Tは殺意を否認し、量刑面についても「犯行は計画的なものではなく衝動的だ。第一審判決の量刑は被害者遺族の被害感情が峻烈であることを過度に重視している」などと主張した。また控訴審では被告人Tの義弟（妹の夫）が情状証人として証言し、社会復帰後の更生への協力を申し出ていた。
2006年（平成18年）9月28日に東京高裁（須田贒裁判長）で開かれた控訴審判決公判で同高裁は第一審・死刑判決を支持して被告人T・弁護人の控訴を棄却する判決を言い渡した。東京高裁は判決理由で「被告人Tは『建物内で人が就寝しており、逃げ遅れて焼死する事態になるかもしれない』と十分に認識していたにも拘らず自身のスリル・快感という欲求を満たすために縁もゆかりもない4人の命を犠牲にして地獄絵の如き事態を招いた。矯正はかなり困難で極刑で臨むしかない」と述べた。
被告人Tは判決を不服として同日中に最高裁判所へ上告した。

### 上告審・最高裁第一小法廷
最高裁判所第一小法廷（横田尤孝裁判長）は2010年（平成22年）4月13日までに上告審口頭弁論公判の開廷期日を「2010年7月1日」に指定して関係者へ通知した。
2010年7月1日に最高裁第一小法廷（横田尤孝裁判長）で上告審口頭弁論公判が開かれた。弁護人は「被告人Tには『建物に人が住んでいる』という認識は乏しく、殺意はなかった」などと述べて死刑判決の破棄・無期懲役刑への減軽を訴えた一方、検察官は「放火された家は住宅街にあり、容易に民家と推測できた。憂さ晴らしに無差別な放火を繰り返した悪質な犯行だ」と反論して上告棄却を求めた。その後、最高裁第一小法廷（横田尤孝裁判長）は2010年8月28日までに上告審判決公判開廷期日を「2010年9月16日」に指定して関係者へ通知した。
2010年9月16日に上告審判決公判が開かれ、最高裁第一小法廷（横田尤孝裁判長）は一・二審の死刑判決を支持して被告人Tの上告を棄却したため、死刑判決が確定した。なお放火で一家4人が焼死した事件現場はこの時点で既に駐車場になっていたほか、被害者男性Aの母親である女性Fは2年前の2008年に他界している。
また被害者男性Aの兄は第一審初公判から上告審まで「『自分が（傍聴に）行かなければ弟たちがかわいそうだ』という気持ちで」すべての公判を傍聴した一方、その甥にあたる三男Eは控訴審の途中から裁判を傍聴しなくなった。Aの兄は上告審判決直後に『読売新聞』の取材に対し「被告人Tは『反省している』と何度も言っていたが、自分たちは直接謝罪を受けられないばかりか不合理な弁解ばかりを聞かされ、最後まで反省は感じられなかった。甥Eは『被害者を責めるような弁護を聞きたくない』と言っていたから辛くて傍聴しなくなったのだろう」と述べている。

## 死刑確定後
参議院議員・福島瑞穂が2011年6月20日 - 8月31日に確定死刑囚らを対象として実施したアンケート（2011年12月時点で新たな死刑確定者にも同様のアンケートを送付）に対し、東京拘置所に収監されている死刑囚Tは「裁判員制度導入から1年以上が経過し、死刑判決が乱発されているように感じる。自分は死刑確定者として日々を前向きに生きているが、『いつ死刑執行されるか』と怯えながら生きている。自分は人間で、『人間は生きているから償える』と考えているから死刑制度には反対だ」と回答している。
また死刑囚Tは「大道寺幸子基金表現展」第5回（2009年）の絵画部門で奨励賞を受賞しているほか、2012年度の第8回同表現展では計10作品の絵画を応募し努力賞を受賞している。なお「死刑廃止国際条約の批准を求めるフォーラム90」の調査により、2013年（平成25年）10月1日時点で獄中から再審請求していることが確認されている。